# Melanella pseudoglabra
Melanella pseudoglabra is een slakkensoort uit de familie van de Eulimidae. De wetenschappelijke naam van de soort is voor het eerst geldig gepubliceerd in 1912 door Dautzenberg & Fischer H..